# Notte di morte
Notte di morte (Dead of Night) è un film ad episodi per la televisione del 1977 diretto da Dan Curtis. Il film è composto da tre episodi sceneggiati da Richard Matheson.

## Trama

### Seconda Possibilità
Il protagonista si trova catapultato nel 1926 dopo aver restaurato una vecchia autovettura Ford Roadster.

### Nessuna cosa come un vampiro
Un marito premuroso si affida alle cure di uno specialista per aiutare la moglie che crede di essere perseguitata da un vampiro.

### Bobby
Una madre, distrutta per la scomparsa del figlio, ricorre a un rituale magico per rievocarlo.

## Produzione
Il primo episodio è un adattamento di un racconto di Jack Finney.

## Distribuzione
In Italia il film è stato distribuito con il titolo Notte di morte solamente da alcune emittenti locali.
L'episodio Bobby, inoltre, è stato montato all'interno dell'edizione televisiva italiana del film Trilogia del terrore di Dan Curtis del 1975, trasmesso il 7 dicembre 1978 su Rete 2, come quinto dei sette film parte del ciclo Sette storie per non dormire.